# Fairchild Aircraft
Fairchild var en amerikansk flygplanstillverkare. Företaget bildades av Sherman Fairchild 1925. Uppköpt av M7 Aerospace.
Företaget har tillverkat bland annat C-119 Flying Boxcar, som är ett transportplan som användes flitigt under Korea- och Vietnamkrigen. Italien och Norge använde detta plan i Kongo under FN-uppdrag på 1960-talet.
Man byggde även en intressant prototyp på ett flygplan där man kunde montera dit en hjulförsedd container under flygplanet, denna prototyp som kallade "Pack Plane" kunde flyga både med och utan containern. Planet baserades på "Flying Boxcar".
Fairchild var med i början av utvecklingen av Saab-Fairchild SF340 men drog sig ur 1985.

## Militära stridsflygplan
- Fairchild-Republic A-10